# Star Wars: The Clone Wars - Republic Heroes
Star Wars: The Clone Wars - Republic Heroes es un videojuego de acción-aventura desarrollado por Krome Studios y producido y distribuido por LucasArts para Xbox 360, PlayStation 3, Wii, PlayStation Portable, Nintendo DS y PC en 2009. 
El videojuego trata acerca del tiempo transcurrido entre la primera y la segunda temporada de la serie de televisión Star Wars: The Clone Wars.

## Gameplay
Los personajes Jedi del juego son Anakin Skywalker, Obi-Wan Kenobi, Ahsoka Tano, Mace Windu, Kit Fisto, Luminara Unduli y Plo Koon. Algunos clones son jugables como Rex, Cody, Bly, Gree, Ponds, Kano y como personaje jugable se puede jugar con R2-D2.